# 간유샤히코산역
간유샤히코산역(일본어: 歓遊舎ひこさん駅)은 일본 후쿠오카현 다가와군 소에다정에 있는 규슈 여객철도 히타히코산 선의 철도역이다.
소에다 정의 지역 자립 촉진 프로젝트의 일환으로서 설치되었다.

## 역사
- 2007년 10월 : 신 역 건설 공사 착수.
- 2008년 3월 15일 : 개업.

## 인접 역
| 히타히코산 선    | 히타히코산 선 | 히타히코산 선          |
| ---------------- | ------------- | ---------------------- |
| 소에다 조노 방면 | ■ 보통        | 부젠마스다 요아케 방면 |